# Đức Giêsu chữa lành người con của một sĩ quan cận vệ nhà vua

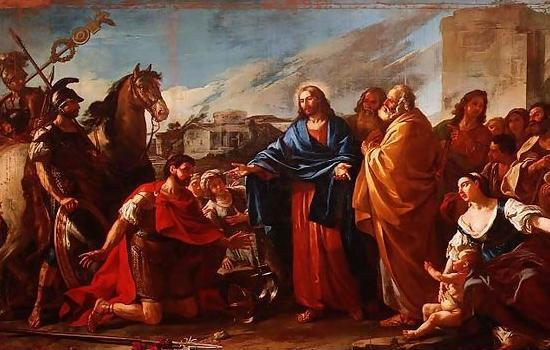
"Đức Giêsu chữa lành người con của một sĩ quan cận vệ nhà vua", tranh vẽ của Joseph-Marie Vien năm 1752.

Đức Giêsu chữa lành người con của một sĩ quan cận vệ nhà vua là một phép lạ của Đức Giêsu chỉ được mô tả trong Phúc âm Gioan, cụ thể tại Chương 4 (John 4:46-54). Phép lạ này diễn ra khi Đức Giêsu từ miền Giuđê trở lại Cana miền Galilê còn người bệnh được chữa lành ở Caphácnaum.

## Mô tả phép lạ trong Phúc âm Gioan
Trình thuật chữa lành này dù chỉ xuất hiện trong Phúc âm Gioan nhưng có điểm tương đồng với câu chuyện trong Phúc âm Nhất lãm, tại Mt 8, 5-13 và Lc 7, 1-10. Bối cảnh của câu chuyện là sau khi Đức Giêsu rời vùng Samari trở lại miền Galilê, nơi người được dân chúng đón tiếp vì đã chứng kiến các phép lạ Người làm tại Giêrusalem (tại Ga 2, 23 nhưng không được mô tả cụ thể). Người cầu xin Đức Giêsu chữa bệnh cho con mình theo nguyên nghĩa tiếng Hy Lạp là Basilikos (βασιλικός) có thể có 4 nghĩa:
1. Một nhân vật có huyết thống nhà vua;
2. Một bầy tôi nhà vua hay Hoàng đế, tức một quan chức;
3. Một sĩ quan quân đội của nhà vua (Phúc âm Nhất lãm nói đến một bách quan trưởng người La Mã);
4. Một viên chức hành chính của nhà vua.

Xét theo văn mạch và cách sử dụng danh từ thì có lẽ nghĩa thứ 3 là hợp hơn cả. Vị vua ở đây có thể hiểu là vua Hêrôđê Antipa. Phúc âm Gioan cũng không nói rõ người này là người Do Thái hay dân ngoại.
(Bản dịch của Nhóm Phiên Dịch Các Giờ Kinh Phụng Vụ)